# Lac Ouareau
Lac Ouareau är en sjö i Kanada.   Den ligger i regionen Lanaudière och provinsen Québec, i den sydöstra delen av landet, 150 km nordost om huvudstaden Ottawa. Lac Ouareau ligger 381 meter över havet. Arean är 14,9 kvadratkilometer.
I omgivningarna runt Lac Ouareau växer i huvudsak blandskog. Runt Lac Ouareau är det mycket glesbefolkat, med 3 invånare per kvadratkilometer.